# ماساكي إييدا
ماساكي إييدا (باليابانية: 飯田 真輝) (15 سبتمبر 1985 في توريده في اليابان – )؛ هو لاعب كرة قدم ياباني سابق كان يلعب كمدافع.

## وصلات خارجية
- ماساكي إييدا على موقع رابطة كرة القدم اليابانية للمحترفين (اليابانية)
- ماساكي إييدا على موقع قاعدة بيانات كرة القدم.إي يو (الإنجليزية)
- ماساكي إييدا على موقع Soccerway.com (الإنجليزية)
- ماساكي إييدا على موقع عالم كرة القدم.نت (الإنجليزية)